# كاتري هيلينا
كاتري هيلينا (Katri Helena؛ توهماريارفي، 17 مارس 1945) مغنية فنلندية، دخلت المجال منذ الستينات.
إحدى أكثر المطربين شعبية في فنلندا من حيث المبيعات. فكانت المغنية الأولى في فنلندا ببيع أكثر من مليون ألبوم. ألبومها الأكثر شعبية "Anna Mulle Tähtitaivas " (أعطني السماء الملأى بالنجوم) باع أكثر من 100,000 نسخة، وهو إنجاز كبير في بلد لا يزيد عديد قاطنيه عن خمسة ملايين.
لكاتري هيلينا أغاني كثيرة مثل "Puhelinlangat laulaa"و "Katson sineen taivaan" و"Syysunelma". وقد مثلت فنلندا مرتين في مسابقة يوروفيجن للأغاني: في 1979 بأغنية "Katson sineen taivaan" («أنظر في السماء الزرقاء»)، وفي سنة 1993 بأغنية "Tule luo" («تعال إلـيّ»). كما شاركت في مهرجان سوبوت الدولي للأغنية في عام 1969 مغنية "Valssi" خلال اليوم البولندي.
كاتري هيلينا 3 أبناء، ابنتان وابن واحد، من زوجها تيمو كالاويا الذي توفي نتيجة ازمة قلبية في عام 1988. أثرت وفاته عليها كثيراً فانسحبت من الحياة الأضواء وتوقفت عن أداء وتسجيل الألبومات لمدة أربع سنوات. كما فقدت ابنها الوحيد يوها كالاويا نتيجة إثر أزمة قلبية عن عمر يناهز 33 عاماً في 29 أبريل 2009.

## روابط خارجية
- كاتري هيلينا على موقع IMDb (الإنجليزية)
- كاتري هيلينا على موقع ميوزك برينز (الإنجليزية)
- كاتري هيلينا على موقع أول ميوزيك (الإنجليزية)
- كاتري هيلينا على موقع ديسكوغز (الإنجليزية)
- كاتري هيلينا على موقع قاعدة بيانات الفيلم (الإنجليزية)